# Line Mode Browser
Line Mode Browser, также известный как LMB, WWWLib или просто www, стал вторым веб-браузером, разработанным человеком. Впервые было продемонстрировано, что браузер можно использовать на нескольких различных операционных системах. Управляемый простым интерфейсом командной строки, этот браузер нашёл широкое применение на различных компьютерах и терминалах по всему интернету. Его разработка началась в 1990 году, а затем он поддерживался консорциумом World Wide Web Consortium (W3C) как пример и тестовое приложение для библиотеки libwww.

## История
Одним из ключевых принципов, лежащих в основе проектов по созданию Всемирной паутины в ЦЕРНе, было представление о «универсальной читательской аудитории».
В 1990 году Тим Бернерс-Ли создал первый веб-браузер под названием WorldWideWeb, позже переименованный в Nexus. Однако эта программа могла работать только на компьютерах NeXT, которые были доступны ограниченному числу пользователей. Бернерс-Ли и его команда не смогли перенести приложение WorldWideWeb, включая графический редактор WYSIWYG, на более распространённую систему X Window, поскольку у них не было достаточного опыта в программировании для неё. Команда наняла Николу Пеллоу, студента-математика, который проходил стажировку в ЦЕРНе. Он должен был создать «пассивный браузер» — настолько простой, чтобы работать на большинстве компьютеров того времени.
Название «Line-Mode Browser» связано с тем, что для обеспечения совместимости с самыми первыми компьютерными терминалами, такими как телетайпные аппараты, программа отображала только текст (без изображений) и вводила текст построчно (без возможности позиционирования курсора).
Разработка началась в ноябре 1990 года, а в декабре 1990 года состоялся его дебют. В процессе разработки использовались ресурсы проекта PRIAM, который представляет собой сокращение от французского названия «Projet Interdivisionnaire d’Assistance aux Microprocesseurs». Этот проект направлен на стандартизацию процесса создания микропроцессоров в ЦЕРНе. В короткие сроки было разработано программное обеспечение на упрощённом диалекте языка программирования Си. В то время официальный стандарт ANSI C ещё не был доступен на всех платформах.
В марте 1991 года для небольшой группы пользователей был выпущен Line-mode Browser, доступный на компьютерах VAX, RS/6000 и Sun-4.
Перед тем как стать общедоступной, первая версия программы была интегрирована в библиотеку ЦЕРНА (CERNLIB), которая широко используется в сообществе физиков, занимающихся субъядерной физикой.
Первая бета-версия браузера была представлена 8 апреля 1991 года.
В августе 1991 года, в группе новостей alt.hypertext на Usenet, Бернерс-Ли объявил о доступности браузера. Пользователи могли запускать браузер из любой точки интернета, подключившись через протокол telnet к компьютеру info.cern.ch, который также стал первым веб-сервером. В 1991 году, когда новости о проекте появились во Всемирной паутине, он вызвал интерес не только в ЦЕРНе, но и в других лабораториях, таких как DESY в Германии, а также за его пределами.
Первая стабильная версия, 1.1, увидела свет в январе 1992 года.
С версии 1.2l, выпущенной в октябре 1992 года, браузер стал использовать библиотеку общего кода, известную впоследствии как libwww.
Главный разработчик, Pellow, начал работу над проектом MacWWW, и оба браузера начали совместно использовать некоторый исходный код.
В информационном бюллетене World Wide Web за май 1993 года компания Berners-Lee сообщила, что браузер стал общедоступным, чтобы облегчить доступ к нему новым пользователям.
21 марта 1995 года, с выходом версии 3.0, ЦЕРН передал полную ответственность за поддержку браузера в рабочем режиме W3C.
Line-Mode Browser и библиотека libwww тесно связаны друг с другом. Последний независимый выпуск отдельного компонента браузера был осуществлён в 1995 году, после чего браузер стал частью проекта Linwood.
Браузер электронной почты Agora World Wide Web был создан на основе браузера с поддержкой Line-Mode.
На заре развития интернета браузер Line-Mode пользовался большой популярностью, поскольку он был единственным вариантом для всех операционных систем. Однако уже в январе 1994 года ситуация кардинально изменилась: Mosaic быстро вытеснил этот браузер, и только 2 % пользователей Всемирной паутины продолжали просматривать веб-страницы в Line-Mode. Новая ниша текстовых веб-браузеров была занята Lynx, что сделало браузер в линейном режиме практически бесполезным в качестве браузера. Одной из причин этого стало то, что Lynx оказался гораздо более гибким, чем браузер в Line-Mode. Затем он стал тестовым приложением для libwww.

## Принцип работы
Простота браузера в линейном режиме имела свои ограничения. Этот браузер был создан для работы в любой операционной системе с использованием так называемых «немых» терминалов. Его интерфейс был разработан с целью сделать его максимально простым. Пользователь начинал с командной строки, в которой задавал адрес ресурса (URL). Затем запрашиваемая веб-страница выводилась на экран построчно, подобно тому, как это происходило на телетайпе. Веб-сайты отображались с использованием первых версий HTML. Форматирование было реализовано с помощью заглавных букв, отступов и новых строк. Элементы заголовка были написаны заглавными буквами, отцентрированы и отделены от основного текста пустыми строками.
Навигация осуществлялась не с помощью устройств ввода, таких как мышь или клавиши со стрелками, а посредством текстовых команд, вводимых в программу.
Каждая ссылка была обозначена цифрами в квадратных скобках. Чтобы перейти по ней, нужно было ввести соответствующий номер в программу. Это заставило одного журналиста того времени сказать: «Интернет — это способ искать информацию, вводя цифры».
Страница прокручивалась вниз, когда вводилась пустая команда (возврат каретки). Чтобы прокрутить страницу вверх, использовалась команда «u». Для перемещения в хронологическом порядке назад применялась команда «b». Чтобы перейти к новой странице, нужно было ввести "http://...» и адрес страницы.
В браузере отсутствовали функции редактирования, поэтому страницы можно было только читать, но не изменять. Роберт Кайо, один из разработчиков, был разочарован этим ограничением:

Я считаю, что самой большой ошибкой в нашем проекте был публичный запуск браузера в режиме только для чтения. Это дало интернет-хакерам немедленный доступ к системе, но только в качестве пассивного браузера — без возможности вносить изменения.

## Особенности
Браузер в линейном режиме был создан с учётом его кроссплатформенности. Существуют официальные порты для следующих операционных систем: Apollo/Domain, IBM RS6000, DECstation/Ultrix, VAX/VMS, VAX/Ultrix, MS-DOS, Unix, Windows, Classic Mac OS, Linux, MVS, VM/CMS, FreeBSD, Solaris и macOS. Браузер поддерживает множество протоколов, включая протокол передачи файлов (FTP), Gopher, протокол передачи гипертекста (HTTP), сетевой протокол передачи новостей (NNTP) и глобальный информационный сервер (WAIS).
Другие функции включали гиперссылки rlogin и telnet, поддержку кириллицы (добавлена 25 ноября 1994 года в версии 2.15) и возможность настройки в качестве прокси-клиента. Браузер может работать в фоновом режиме и загружать файлы. У браузера Line-Mode были проблемы с распознаванием символьных объектов, правильным сворачиванием пробелов и поддержкой таблиц и фреймов.